# درک هاف
درک هاف (به انگلیسی: Derek Hough) (زاده ۱۷ می ۱۹۸۵) رقصنده، طراح رقص، بازیگر و خواننده حرفه ای لاتین و سالن رقص آمریکایی است. از سال ۲۰۰۷ تا ۲۰۱۶، هاف یک رقصنده حرفه ای در مسابقات رقص شبکه ABC با عنوان «رقص با ستاره‌ها» بود و شش بار با همبازیهای مشهور (celebrity partners) رقص موفق به کسب رکورد در این نمایش شد. به سبب فعالیت او در برنامه «رقص با ستارگان» هاف ۹ نامزد دریافت جایزه Primetime Emmy برای طراحی برجسته رقص شد و دو بار برنده این جایزه شد.
او برادر جولیان هاف است. از فیلم‌های او می‌توان به حرکت کن نام برد.

## داوری در مسابقه جهان رقص
درک هاف یکی از داوران مسابقهٔ جهان رقص است. این برنامه از شبکهٔ ان بی سی آمریکا پخش می‌شود.